# Мензура

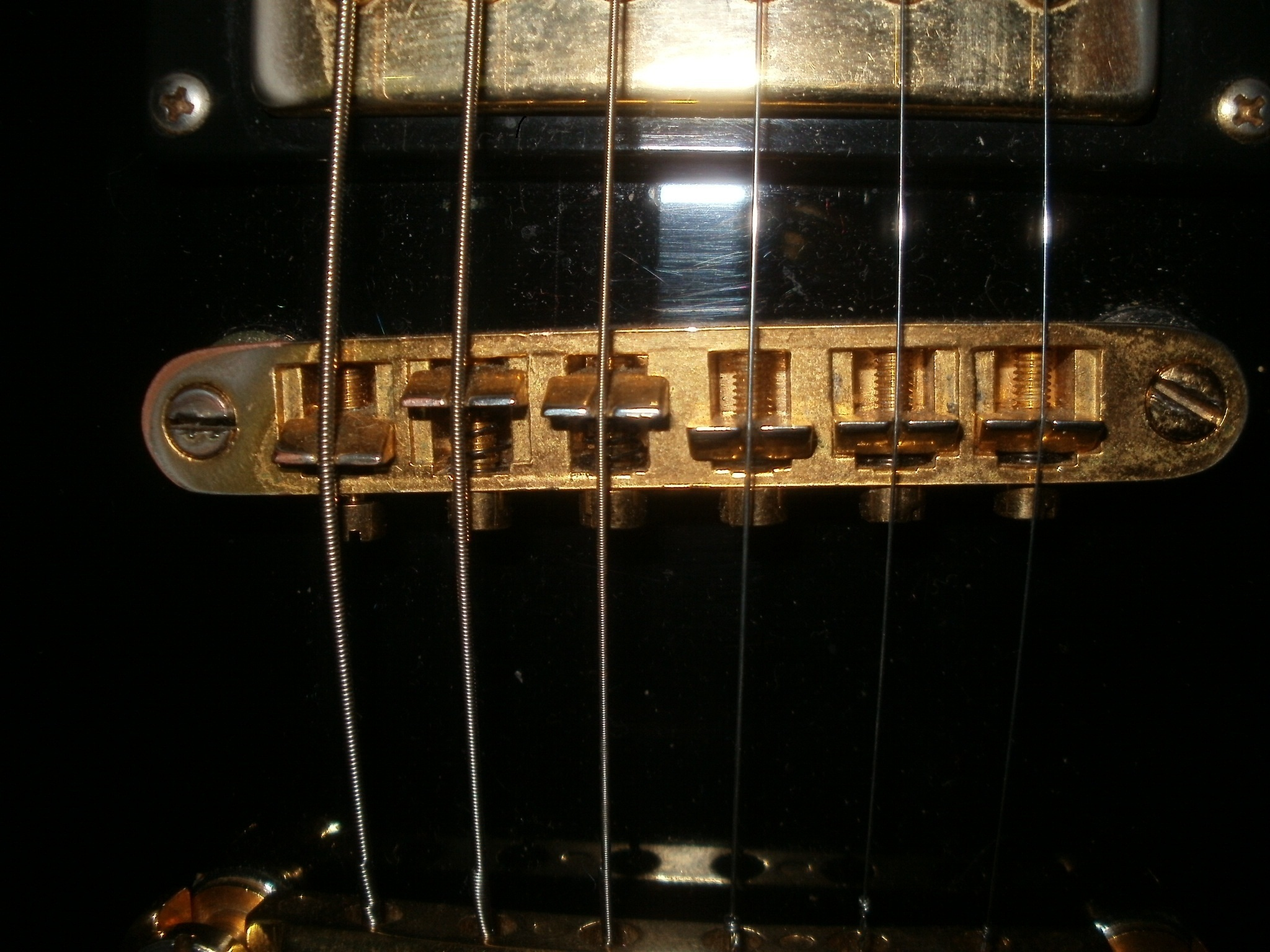
Нижний порожек электрогитары. Внизу показаны регулируемые болты от одного до шести под настройку мензуры отвёрткой

Мензура (лат. mensura — размер) — длина рабочей, звучащей части струны на музыкальных инструментах: от верхнего порожка до струнодержателя. Также мензурой является различие воздушных каналов духовых инструментов.
К мензуре относят весь набор основных величин такого рода для данного типа инструментов, например, у струнных — длину, диаметр и натяжение струн (а у струнных ударных и клавишно-ударных — ещё и линию удара молоточков, место возбуждения струны), у духовых — сечение, диаметр и длину воздушного канала (в язычковых — профиль, ширину и длину язычка).
Также — расчёты расположения струн по ширине корпуса рояля, по ширине грифа, расположение боковых отверстий в стенках духовых инструментов, разбивку ладов в струнных инструментах.
Кроме того, для некоторых типов инструментов мензурой обычно называют одну выделенную характеристику.

## Струнные инструменты
В струнных щипковых и смычковых инструментах мензурой называют фактическое расстояние струн от верхнего до нижнего порожков струнных музыкальных инструментов, таких как гитара, скрипка, балалайка и т. д. Мензурой также является максимальная длина свободного отрезка струны, которая способна колебаться (звучать).
Наиболее распространённая мензура электрогитар составляет 25,5 дюйма (647,7 мм), как на инструментах фирмы Fender, взявшей за основу величину мензуры классических (акустических) гитар, и 24,75" (628,7 мм), как на Gibson Les Paul. Стандартная мензура бас-гитары равна 34" (863,6 мм). Существуют также бас-гитары с меньшей и большей длиной открытых струн, а также с «косой» мензурой Dingwall — конструкция инструмента такова, что длина толстых струн больше, нежели тонких; это позволяет придать более насыщенный и глубокий оттенок низким басовым нотам и добиться более точного темперирования каждой из струн.
- Настройка мензуры любого струнного инструмента (в частности электрогитары) происходит вручную и требует навыка и музыкального слуха или использования тюнера. Это долгая и рутинная работа, так как мензура для каждой гитары индивидуальна. На инструментах с неподвижным нижним порожком настраивается мензура лишь один раз, обычно самим мастером, который изготавливает инструмент. Для электрогитар с подвижным бриджем (нижним порожком) мензуру настраивают каждый раз при смене диаметра струн, обычно при помощи отвёртки, тюнера и шестигранного ключа.
- На практике длина открытых струн электрогитары может незначительно отличаться от базовой мензуры данной модели, так как зачастую сами музыканты, экспериментируя или исходя из личного опыта, стиля или манеры игры на гитаре, настраивают мензуру по своему усмотрению. Отклонение величины мензуры у акустических гитар определяется качеством (точностью) изготовления самого инструмента производителем.

## Медные духовые
Мензурой медных духовых инструментов является соотношение длины канала инструмента к его диаметру. Чем больше длина канала превосходит его диаметр, тем меньше (уже) мензура. Конкретное значение мензуры измеряется в миллиметрах и относится к диаметру просвета начальной цилиндрической части канала. Далее канал постепенно расширяется по направлению к раструбу и соответственно не имеет постоянной мензуры.
- Примеры узкомензурных (характерных) инструментов — труба, валторна, тромбон.
- Примеры широкомензурных инструментов — флюгельгорн, альт, тенор, баритон (эуфониум), туба.